# Levstikova ulica (Ljubljana)
Levstikova ulica (deutsch: „Levstikgasse“) ist der Name einer Straße in Ljubljana im Stadtbezirk Center. Sie wurde 1893 angelegt und ist benannt nach dem slowenischen Schriftsteller Fran Levstik (1831 bis 1887).

## Lage
Die Straße beginnt als Fußweg an der  Erjavčeva cesta zwischen Bleiweisova cesta und Prešernova cesta und verläuft nach Südwesten bis zur Bleiweisowa cesta.

## Abzweigende Straßen
Die Levstikova ulica quert die Vrtača.

## Bauwerke und Einrichtungen
Die wichtigsten Bauwerke und Einrichtungen entlang der Straße sind:
- Gebäude nach Planung des Architekten Josip Costaperaria aus dem Jahr 1932[3]

- Stolpersteine (Hausnummer 15)